# Newton & Bennett

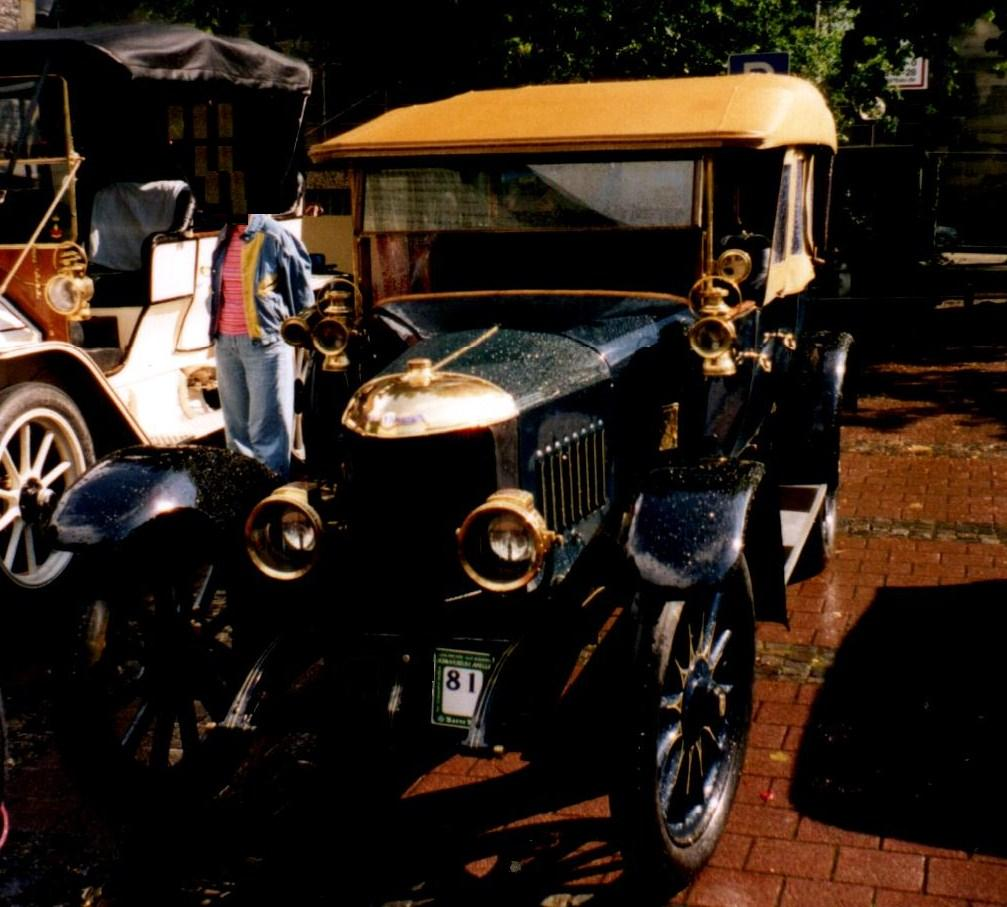
Newton & Bennett

Newton & Bennett war eine italienische Automarke.

## Unternehmensgeschichte
Das Turiner Unternehmen John Newton Fabbrica Automobili von John Newton begann 1910 mit der Produktion von Automobilen. Die Fahrzeuge wurden nur im Vereinigten Königreich als Newton & Bennett vermarktet, in anderen Staaten bis 1914 als N.B., danach als Newton. 1915 endete die Produktion. Insgesamt entstanden zwischen 500 und 1000 Fahrzeugen. Diatto übernahm die Werksanlagen.

## Fahrzeuge
Es gab zwei Zweizylindermodelle sowie das Vierzylindermodell 12 HP mit 2155 cm³ Hubraum. Dieses Modell war als offener Zweisitzer, offener Viersitzer und als viertürige Limousine erhältlich. Außerdem entstanden Lastkraftwagen.